# Friedrich Wilhelm Kiekert
Friedrich Wilhelm Kiekert, genannt Fritz Kiekert, (* 9. April 1891 in Heiligenhaus; † 17. März 1967 ebenda) war ein deutscher Unternehmer.

## Werdegang
Kiekert war Mitinhaber der Schloss- und Beschlagfabrik Arnold Kiekert & Söhne (AKS) in Heiligenhaus. 
Er war Leiter der Fachgruppe Schloss- und Beschlagindustrie der Wirtschaftsgruppe Eisen-, Stahl- und Blechwaren und gehörte dem Präsidium der Bergischen Industrie- und Handelskammer Wuppertal-Remscheid an.

## Ehrungen
- 1954: Verdienstorden der Bundesrepublik Deutschland